# Villeneuve-Loubet
Villeneuve-Loubet là một xã ở tỉnh Alpes-Maritimes, vùng Provence-Alpes-Côte d'Azur ở đông nam nước Pháp. 

## Hành chính
| Danh sách các thị trưởng |               |                           |      |         |
| Giai đoạn                | Giai đoạn     | Tên                       | Đảng | Tư cách |
| 1803                     | 1807          | Honoré Dominique Davin    |      |         |
| 1808                     | 1808          | Marquis De Panisse Passis |      |         |
| 1808                     | 1811          | Joseph Albanelly          |      |         |
| 1811                     | 1817          | Antoine Preire            |      |         |
| 1817                     | 1821          | Maurice Estripeaut        |      |         |
| 1821                     | 1823          | Francis Preire            |      |         |
| 1823                     | 1826          | Charles Antoine Maure     |      |         |
| 1826                     | 1846          | Francis Preire            |      |         |
| 1846                     | 1848          | Jean Joseph Bellissime    |      |         |
| 1848                     | 1855          | Augustin Bernard          |      |         |
| 1848                     | 1855          | Jacques Allegre           |      |         |
| 1855                     | 1865          | Louis Maure               |      |         |
| 1867                     | 1870          | Jacques Allegre           |      |         |
| 1870                     | 1871          | Commission Municipale     |      |         |
| 1871                     | 1875          | Jacques Allegre           |      |         |
| 1875                     | 1877          | Xavier Civatte            |      |         |
| 1877                     | 1897          | Antoine Feraud            |      |         |
| 1897                     | 1908          | Pierre Marcellin Layet    |      |         |
| 1908                     | 1920          | Josephin Bernard          |      |         |
| 1920                     | 1929          | Honoré Marius Trastour    |      |         |
| 1929                     | 1935          | Joseph Sauvan             |      |         |
| 1935                     | 1937          | Jean Louis Reynard        |      |         |
| 1937                     | 1941          | Joseph Sauvan             |      |         |
| 1941                     | 1944          | Félix Fiori               |      |         |
| 1944                     | 1963          | Julien Lefebvre           |      |         |
| 1963                     | 1971          | Jenny Lefebvre            |      |         |
| 1971                     | 1979          | Antony Fabre              |      |         |
| 1979                     | 1995          | Max Chaminadas            | RPR  |         |
| 1995                     | mars 2001     | Lionnel Luca              | RPR  |         |
| mars 2001                | réélu en 2008 | Richard Camou             | RPF  |         |

Một cuộc bầu cử một phần đã diễn ra năm 1979, sau khi Anthony Fabre qua đời.
Trong cuộc bầu cử tháng 3 năm 2008, Richard Camou được bầu lại với tỷ lệ 76% phiếu bầu so với 23% phiếu bầu của Robert Chignoli. 
Tỷ lệ cử tri không đi bầu là 42,82%

## Biến động dân số
| Năm | 1962  | 1968  | 1975  | 1982  | 1990   | 1999   | 2005   |
| --- | ----- | ----- | ----- | ----- | ------ | ------ | ------ |
| Dân số | 2 769 | 3 865 | 6 001 | 8 083 | 11 539 | 12 935 | 14 500 |
| From the year 1962 on: No double counting—residents of multiple communes (e.g. students and military personnel) are counted only once. |       |       |       |       |        |        |        |

## Thành phố kết nghĩa
- Forlimpopoli, Italia